# Подтип (биология)
Според класификацията на организмите подтипът (на латински: subphylum) е таксономичен ранг, използващ се в зоологията. В таксономичната йерархия намира се между типа и надкласа. В ботаниката използва се еквивалентният таксономичен ранг „подотдел“.

## Примери
Не всички типове от организмите се делят на подтипове. Подтипове имат само следните:
- Членестоноги (Arthropoda): се делят на Трилобитообразни, Хелицерови, Многоножки, Шестокраки и Ракообразни;
- Раменоноги (Brachiopoda): се делят на Linguiliformea, Craniformea и Rhychonelliformea;
- Хордови (Chordata): се делят на Опашнохордови, Главохордови и Гръбначни.